# Traité de Sistova
Pour un article plus général, voir guerre austro-turque de 1788-1791.

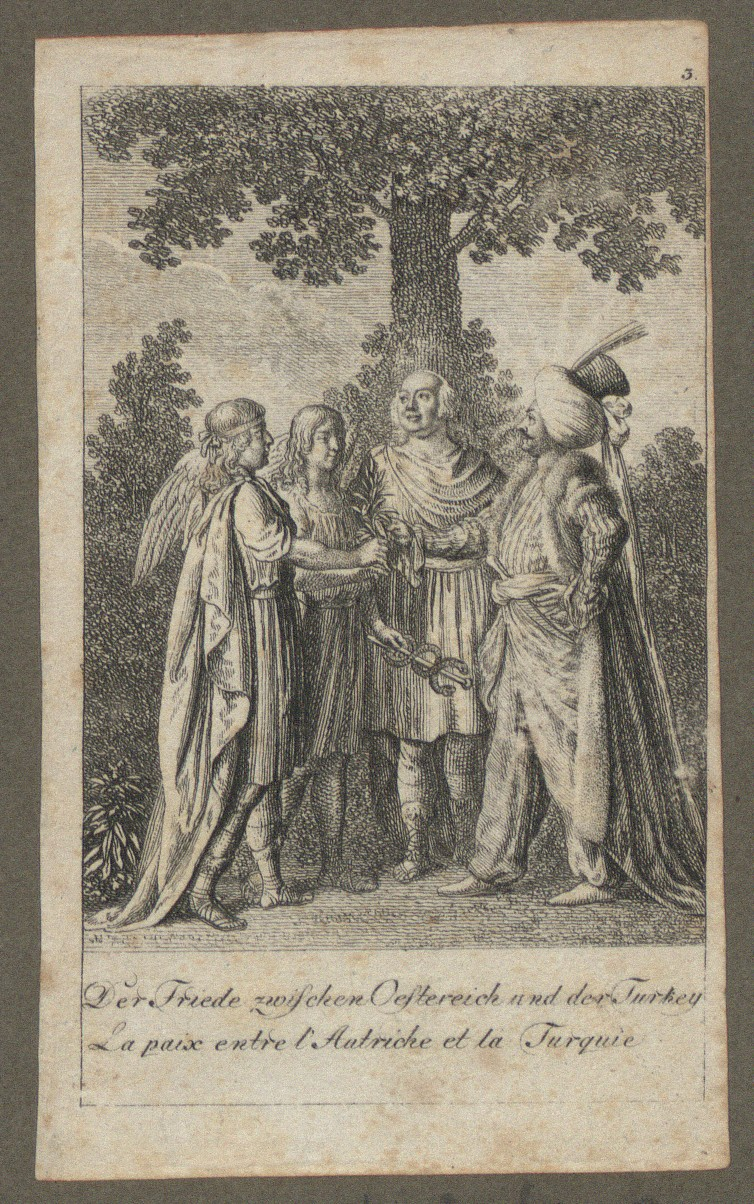
Illustration du traité de 1792

Le traité de Sistova, encore appelé traité de Svichtov ou traité de Svishtov, est un traité de paix signé à Sistova entre l'Autriche et l'Empire ottoman en 1791. Il met fin à la guerre austro-turque de 1788-1791. 
La guerre austro-turque de 1788-1791 a eu lieu en même temps que la guerre russo-turque de 1787-1792. Décidée par l'empereur Joseph II, allié de Catherine II de Russie, cette guerre, difficile à ses débuts pour l'Autriche, se soldait par quelques conquêtes territoriales, notamment dues au maréchal Ernst Gideon von Laudon. En 1789, Belgrade avait été reprise aux Ottomans. Après la mort de Joseph II, survenue en février 1790, Léopold II arrive au pouvoir et change de politique extérieure, opérant un rapprochement avec la Prusse, alliée des Turcs. Les Autrichiens signent ainsi, séparément, le traité de Sistova en 1791. Aux termes de ce traité, les terres conquises, dont la région de Belgrade, sont restituées à la Sublime Porte. Reprenant les termes du traité de Belgrade qui avait mis fin à la guerre austro-turque de 1735-1739, le traité fixe de nouveau la frontière austro-turque sur la Save. 
Les Russes, de leur côté, signent un à traité avec les Turcs à Iaşi le 9 janvier 1792.